# Baltazar Porras Cardozo
Pour les articles homonymes, voir Cardozo.
Baltazar Porras Cardozo, de son nom complet Baltazar Enrique Porras Cardozo, né le 10 octobre 1944 à Caracas, est un prélat vénézuélien, archevêque de Mérida de 1991 à 2023, archevêque de Caracas de 2023 à 2024 et cardinal depuis 2016.

## Biographie

### Études
Baltazar Porras Cardozo a étudié au séminaire inter-diocésain de Caracas. Diplômé en théologie à l'Université de Salamanque, il obtient le doctorat en théologie pastorale en 1975.
Le 13 octobre 2008, il obtient le doctorat honoris causa à l'Université Andrés Bello.

### Ministères exercés
Ordonné prêtre le 30 juillet 1967, il est élu évêque titulaire de Lamdia (de) et évêque auxiliaire de Mérida le 23 juillet 1983, et consacré par le cardinal José Lebrún Moratinos le 17 septembre suivant.
Il devient archevêque de Mérida le 30 octobre 1991. Il a été président de la Conférence épiscopale vénézuélienne de 1999 à 2006 et vice-président du Conseil épiscopal latino-américain (CELAM) de 2007 à 2011.
Le 9 juillet 2018, François le nomme en outre administrateur apostolique de l'archidiocèse de Caracas à la suite de la démission du cardinal Jorge Urosa. Le 17 janvier 2023, il devient archevêque de Caracas.
Le 28 juin 2024, le pape François accepte sa démission pour raison d'âge de ses fonctions d'archevêque de Caracas. 

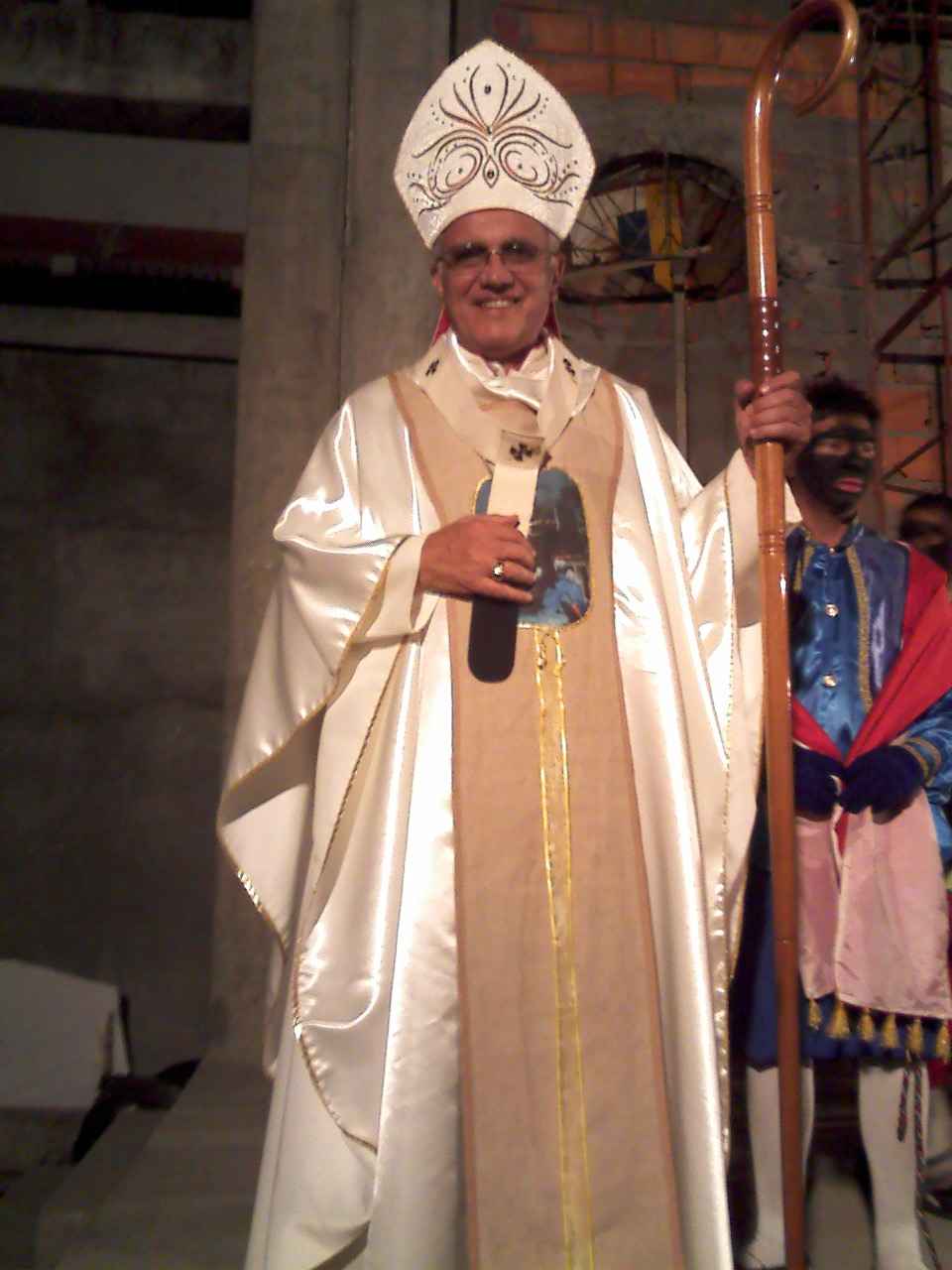
Porras Cardozo en 2010.

### Cardinal
Il est créé cardinal comme seize autres prélats lors du consistoire du 19 novembre 2016 par le pape François qui lui attribue le titre cardinal-prêtre des Santi Giovanni Evangelista e Petronio.
Le samedi 14 janvier 2017, François le nomme membre de la Commission pontificale pour l'Amérique latine.
Il atteint l'âge de 80 ans le 10 octobre 2024, l'empêchant de prendre part au prochain conclave.